# لزلو جونز
لزلو جونز (انگلیسی: Lazlow Jones؛ زادهٔ ۴ سپتامبر ۱۹۷۳) یک مجری، تولیدکننده، کارگردان و مجری اهل ایالات متحده آمریکا در شهر نیویورک است. او در سری اتومبیل‌دزدی بزرگ نیز به‌عنوان مجری رادیویی در نقش خود گویندگی کرده‌است.